# 酒井盛政
酒井 盛政（さかい しげまさ、1968年10月25日 - ）は、富山県出身の元アマチュア野球選手（投手）。

## 経歴
当時の新湊市放生津（現在の射水市）に生まれた。
新湊市立放生津小学校6年の時、富山県立新湊高等学校が甲子園大会に初出場（第62回全国高等学校野球選手権大会）し、その初戦を甲子園で観戦し、新湊高校進学を決めた。入学時の1984年は部員不足で野球部存続の危機だったが、この年は新湊市内の有力中学生がこぞって入学入部し、1年秋から主力として試合に出場し、2年の春季大会では県を制していた。さらに同年秋の県大会は、のちにプロ入りする好投手・田畑一也を擁する高岡第一高に準決勝で惜敗したが、秋季北信越地区高等学校野球大会が地元開催のために出場を果たした。初戦の新潟・巻高を4安打完封、準々決勝の福井県立足羽高等学校には延長10回サヨナラ勝ち。長野中央高との準決勝も制し、決勝は松商学園に延長11回サヨナラ負けしたが、この結果、翌年の第58回選抜高等学校野球大会に選出された。本大会では、打率が出場32校で最下位で、抽選会で新湊との対戦が決まった享栄高のナインは喜んだ。しかし、大会屈指の投手・近藤真一擁する享栄との初戦は2回裏、酒井自らの右中間三塁打で先制、1-0で勝利した。2回戦は飯田哲也らを擁する前年秋の関東大会覇者・拓大紅陵高との試合、6回表まで0‐4の劣勢だったが、その裏に猛攻、酒井の逆転の2点二塁打など6点を上げ、7‐4で制した。準々決勝の京都西高戦は18安打を打たれながら、要所を抑えて1失点。延長14回表に相手投手のボークによって決勝点を上げ2‐1で制した。準決勝の宇都宮南高戦は満塁本塁打を含む18安打を打たれ3-8で敗退したが、本大会での活躍は新湊旋風と呼ばれた。この年の夏、第68回全国高等学校野球選手権大会にも出場。初戦（2回戦）でこの大会で優勝することになる天理高と対戦し、主将の中村良二ら強力打線を相手に粘り強く投げ続けるも、8回裏に力尽きて集中打を打たれ、4-8で敗退した。
卒業後は地元の伏木海陸運送に就職。軟式野球部に入ったが、翌年硬式野球部になり、1994年までプレーした。
現在は伏木海陸運送の関連会社の「末広開発」に所属し、高岡市中心商店街の地域振興に尽力している。